# Noctua plusioides
Noctua plusioides är en fjärilsart som beskrevs av Harrison 1937. Noctua plusioides ingår i släktet Noctua och familjen nattflyn. Inga underarter finns listade i Catalogue of Life.